# 猿の惑星: 新世紀
『猿の惑星：新世紀』（さるのわくせい ライジング、原題：Dawn of the Planet of the Apes）は、マット・リーヴス監督、アンディ・サーキス、ゲイリー・オールドマン、ジェイソン・クラーク、ケリー・ラッセルをメインキャストに据えた2014年のアメリカ合衆国のSF映画である。20世紀フォックスのオリジナル版『猿の惑星』シリーズをリブートした2011年の映画『猿の惑星: 創世記』の続編であり、フランチャイズ通算では8作目である。

## ストーリー
人間と同様の知性、そして人間に頼らないエイプ（猿）としてのアイデンティティを得たチンパンジーのシーザーが仲間とともに人類に反旗を翻し、ミュアウッズの森に逃げ込んでから10年後……。
1人の感染者から始まったALZ113ウイルスによる感染症、通称 猿インフルエンザは地球規模の感染を引き起こし、死亡を含む重篤患者を生むパンデミックとなった。各国の検疫体制は役に立たず、パニックと混乱のうちに人類は数を減らし、お互いの殺し合いに発展し、人類による文明は崩壊した。
一方、高い知能を手に入れた猿達は、シーザーが定めた「エイプ（猿）はエイプを殺さない」という掟の下でミュアウッズの森の奥に集落を築き、互いに助け合う平和な生活を送っていた。猿達の生活はシーザーの敷いた教育により、チームプレーでの大規模な狩りや、手話アメスラン・アルファベット・口頭を交えた高度なコミュニケーションが可能なほどにまで発達しつつあった。
そんなある日、猿達の集落に武装した人間が侵入し、巡邏していた猿に怪我を負わせるという事件が勃発。偵察隊の報告からゴールデンゲートブリッジを渡った先のサンフランシスコのダウンタウンの一角の建築半ばにて放棄された高級ショッピングモールと摩天楼に、人間の集落が存在する事を知ったシーザーは軍勢を率いて人間の集落へ赴き、「エイプは争いを望まない。二度と近づくな」と互いの不可侵を宣言して去る。馬に乗り、言葉を使う猿達の姿を目の当たりにし、人間達は驚愕することとなる。
それでもなお再び侵入してきた人間の一人マルコムを捕え、事情を尋ねるシーザー。実は、猿の集落内に水力発電施設があり、燃料が尽きかけていた人間達はどうしてもそれを使用可能にする必要があった。知性を持った猿達との開戦を考えるドレイファスの意見に対し、三日間だけの猶予を与えられたマルコムは、作業許可を得る為に技術チームと猿の集落を訪れたのだった。
事情を汲んだシーザーは悩みつつも、「弱っている今こそ人間を殲滅するべきだ」というボノボのコバからの進言を退け、マルコム達に水力発電施設での作業を許可する。作業中の崩落事故や、禁止したはずの銃の持ち込み発覚、シーザーに反発したコバの乱入などのトラブルに見舞われつつ、マルコムの真摯な態度を信じたシーザーら猿の協力もあって、マルコム達は作業を完了し人間のコロニーへ電力を供給する事に成功した。
一方、かつて実験動物として虐げられた恨みから人間を信じる事が出来ないコバは、自身の提案が却下された事をきっかけにシーザーへのクーデターを画策する。人間から盗んだライフルでシーザーを狙撃したコバは密かに猿の集落に火を放つと、一連の行動を人間によるテロ攻撃としてでっちあげ、シーザーの代理リーダーとして実権を掌握。シーザーの息子ブルーアイズをはじめとする雄猿達を扇動し、人間の集落に対する戦争を仕掛けてしまった。フォートポイントにあったかつての軍の武器を奪った猿達の攻撃に対し、ドレイファスら人間達も反撃するが、怒りに燃え、数と勢いで勝る猿達には敵わず、あっという間に制圧された。その結果、人間達の多くが捕虜として囚われる。猿による人間の支配が始まったのだ。
マルコム達に助けられたシーザーが手術の為に運び込まれた先は、パッシフィックハイツにあるかつて彼が育て親のウィルと幸せに暮らした家だった。だがそのウィルももうここにはおらず、廃墟と化している。マルコム達による弾丸摘出手術を受け、シーザーは一命を取り留める。シーザーはウィルとの思い出に浸りながら重要な決断をする。偶然、マルコムと遭遇したブルーアイズはシーザーの生存を知った事でコバから離反、シーザーの指示に従い囚われの人間と仲間を解放し、コバを止めようと奔走する。
コバ達が占拠した摩天楼に到達したシーザー達。シーザーは群れの主導権を取り返し争いを収める為、暴走するコバに直接対決を挑む。手負いのシーザーは苦戦しつつも、仲間の猿達に銃を向けたコバを取り押さえ、なんとか勝利を収める。「エイプはエイプを殺さない」と命乞いするコバだったが、一線を踏み外した彼をもはや生かしておくわけにはいかなかった。シーザーは「コバはもはやエイプではない」と突き放し粛清する。
猿同士の闘争を終えたシーザー。しかしドレイファス達が呼び寄せた人間の軍隊が接近しつつあり、猿と人間の全面戦争はもはや回避不能な状況へと進んでいた。「War was already started」と言って、マルコムとの新しい絆に別れを告げたシーザーは、この闘いがエイプが種として生存するための闘争であると自覚し、勝利への決意を燃やす。

## キャスト
※括弧内は日本語吹替
猿（エイプ）
- シーザー（英語版） - アンディ・サーキス（小原雅人）

ウィルに育てられたチンパンジー。リーダーとして掟を定めミュアウッズの森の奥で暮らしている。
- コバ（英語版） - トビー・ケベル（三宅健太）

実験動物として様々な虐待を受けていたチンパンジー。その過去故に人間を信じる事が出来なかったコバは、後にシーザーへのクーデターを目論むこととなる。
- ブルーアイズ - ニック・サーストン（菅原雅芳）

シーザーの息子のチンパンジー。
- モーリス - カリン・コノヴァル（英語版）（斉藤次郎）

シーザーの仲間であり、助言者の平和を愛する性格のオラウータン。手話を使いこなしている。
- ロケット - テリー・ノタリー（英語版）

シーザーの忠実な部下のチンパンジー。以前はシーザーをいじめていた。
- コーネリア - ジュディ・グリア

シーザーの妻のチンパンジー。
- アッシュ - ドック・ショウ

ロケットの息子であり、ブルーアイズの親友のチンパンジー。
- グレイ - リー・ロス（英語版）

コバの信者の一匹のチンパンジー。
- ストーン - リチャード・キング

コバの信者の一匹のチンパンジー。
- ルカ - スコット・ラング

シーザーの部族の衛兵のマウンテンゴリラ。
人間
- マルコム - ジェイソン・クラーク（宮内敦士）

シーザー達と絆を結ぶこととなるある人間のグループのリーダー。アレクサンダーの父であり、エリーの夫。
- ドレイファス - ゲイリー・オールドマン（安原義人）

元警察官であり、残りの人間の生存者のリーダー。知性を得てしまった猿たちとの開戦を目論む。
- エリー - ケリー・ラッセル（佐古真弓）

疾病管理センターの元看護師でマルコムの妻でありアレクサンダーの継母。
- アレキサンダー - コディ・スミット＝マクフィー（河西健吾）

エリーの継息子。
- カーヴァー - カーク・アセヴェド（咲野俊介）

元サンフランシスコの労働者であり、マルコムのグループのメンバーの一人。
- フォスター - ジョン・アイズ（江川央生）

マルコムのグループのメンバーの一人。
- ケンプ - エンリケ・ムルシアーノ（倉富亮）

マルコムのグループのメンバーの一人。
- フィニー - キーア・オドネル（英語版）（あべそういち）

ドレイファスの仲間。
- マクベイ - ケヴィン・ランキン（綾部祐二）(ピース)

武器庫の警備員。
- ワーナー - ジョッコ・シムズ（英語版）（白熊寛嗣）

コロニーの無線オペレーター。
- テリー - ロンバルド・ボイアー（英語版）（志村知幸）
- バラク・オバマ大統領（本人役） - （アーカイブ映像・カメオ出演）（咲野俊介）

本作のオープニング映像に登場。
- ウィル・ロッドマン - ジェームズ・フランコ（ビデオ映像・カメオ出演）（関智一）

以前シーザーを育てていた科学者。
その他
- 警官 - 又吉直樹 (ピース)
- 佐竹海莉/各務立基/片山加奈/小林未沙/白川万紗子/松本忍

## 製作

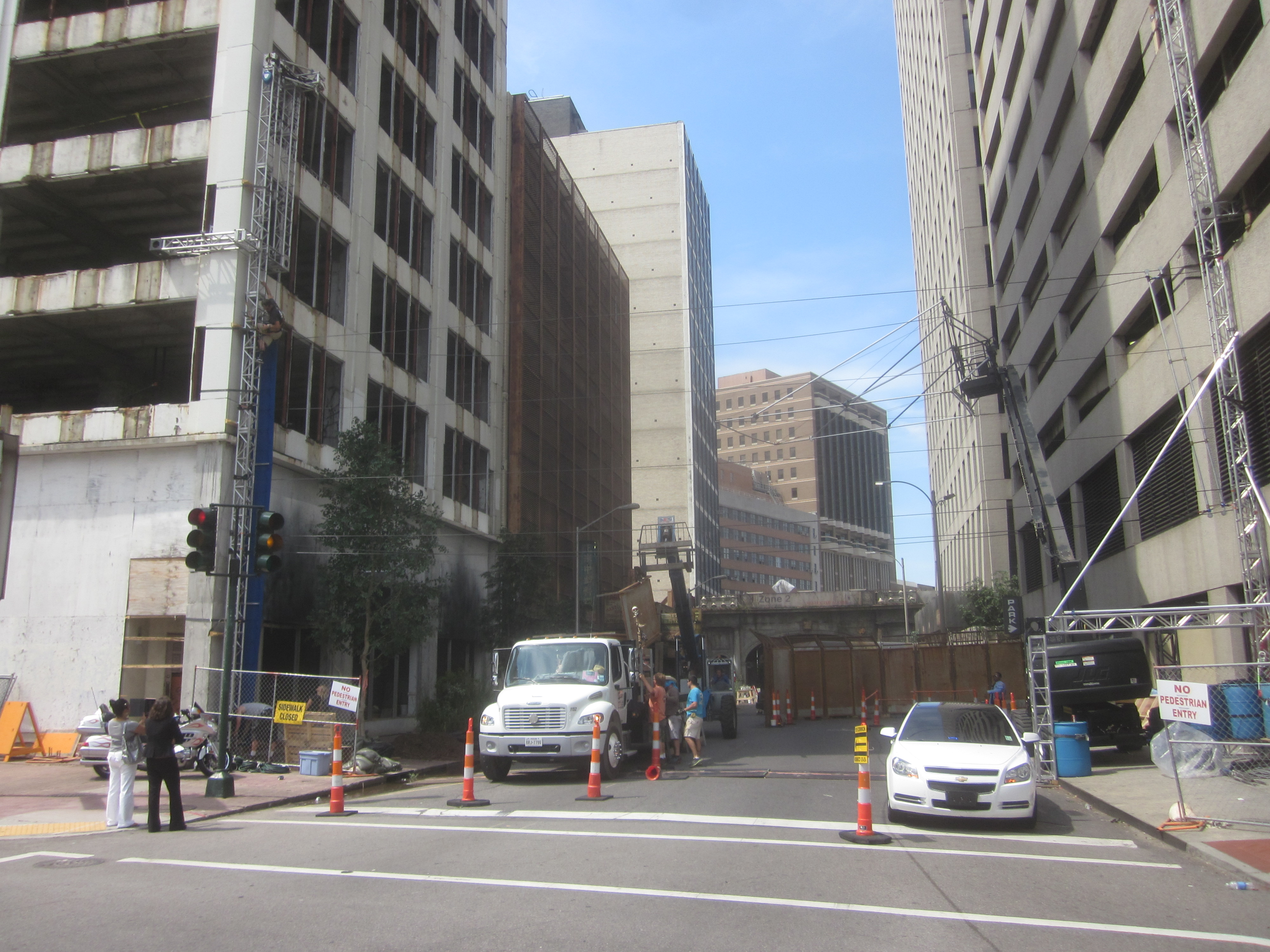
ニューオーリンズのランパートストリートに設置されたセット（2013年5月）

### 企画
『猿の惑星: 創世記』の公開後、監督のルパート・ワイアットは続編の可能性について「本作はきわめて興味深い問題を明確に示して終わっている。私としては、あらゆるタイプの続編を考えられる。本作は始まりにすぎないんだ」とコメントした。脚本兼製作のリック・ジャッファもまた『創世記』が続編の可能性を含んでいる件に触れ、「我々は将来の続編のための土台を築きたいと願っている。ほかの類人猿などに関するあれこれについて、多くの種をまこうとしている」と述べた。
『創世記』の公開後のインタビューでワイアットは「我々は、（上手く行けば）この後に、68年のオリジナル版に続く映画の中で成長、進化したい」と述べた。ワイアットはまた『創世記』の8年後を舞台とし、新世代の猿が生まれ、シーザーとコバの関係の変化を掘り下げたいと述べた。
2011年11月、アンディ・サーキスが『創世記』の続編の契約を結んだことが発表された。報道によると、彼が猿のリーダーであるシーザーを再演するにあたり、7桁に及ぶ額の報酬が支払われる。2012年5月15日、前作に引き続いてリック・ジャッファとアマンダ・シルヴァーが執筆した脚本を書き直すためにスコット・Z・バーンズが雇われたことが発表された。2012年5月31日、20世紀フォックスは続編のタイトルが『Dawn of the Planet of the Apes』となることを発表した。この時点での公開予定日は2014年5月23日であった。
2012年9月17日、ワイアットが2014年5月という公開予定日は映画をきちんと製作するには不十分な期間であるために続編の降板を検討していることが報じられた。同年10月1日、『クローバーフィールド/HAKAISHA』のマット・リーヴスがワイアットに代わって監督を務めることが報じられた。リーヴスは当時新しい『トワイライト・ゾーン』の映画企画に取り組んでいた。10月18日、『ダイ・ハード4.0』のマーク・ボンバックがリーヴスの下で脚本書き直しを行うことが報じられた。2013年6月20日、公開日は2ヶ月遅れの2014年7月18日に変更されたことが発表された。12月10日、公開日は1週間早い2014年7月11日に変更された。

### キャスティング

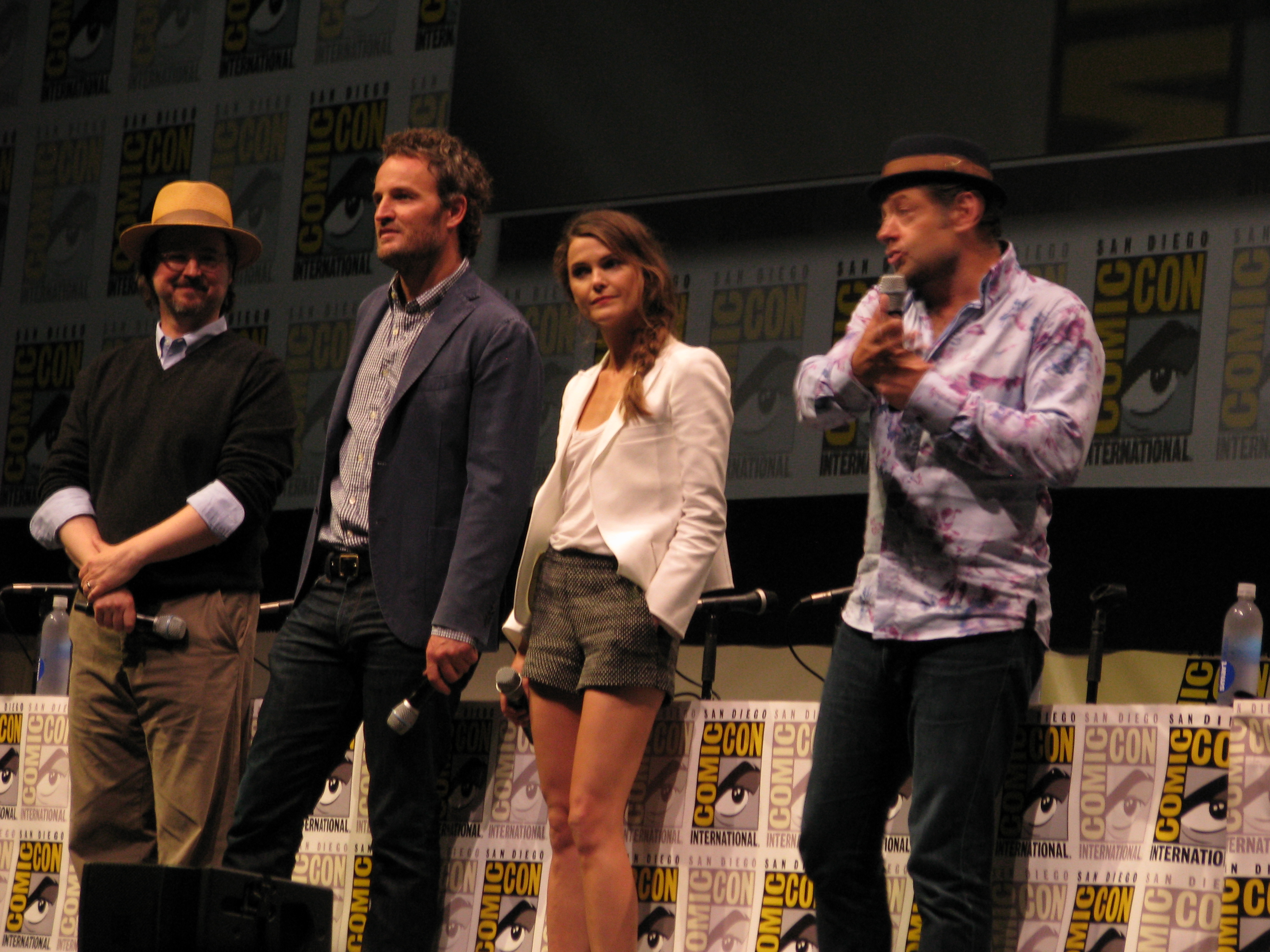
サンディエゴ・コミコンでの監督と主要キャスト（左からマット・リーヴス、ジェイソン・クラーク、ケリー・ラッセル、アンディ・サーキス）

ワイアットが降板した後の2012年12月、ジェームズ・フランコは「現在ルパートはその一部ではないので私は知らない。私の推測では私の出演はないだろう。ルパートが降板して以来誰も私にこの件に関して話さない」と語った。その後、マット・リーヴスはフランコがカメオ出演する予定であることを明かした。『創世記』で霊長類学者のキャロライン・アラーニャを演じたフリーダ・ピントーは続編へ出演しないことが明かされた。2014年4月、IGNでフランコとピントーのキャラクターの運命について聞かれたプロデューサーのディラン・クラークは「彼らは死んでいるだろう」、「彼らはウイルスの爆心地にいた」と述べた。ただし、作中では説明されていない。
2013年2月、ゲイリー・オールドマン、ジェイソン・クラーク、コディ・スミット＝マクフィーが主役にキャスティングされ、続編が1作目から15年後の世界を舞台とすることが報じられた。2013年3月、ケリー・ラッセルがキャスティングされた。同月、ジュディ・グリアが雌のチンパンジーでシーザーの恋人のコーネリア役キャスティングされた。撮影中にトビー・ケベル、エンリケ・ムルシアーノ、カーク・アセヴェドがキャストに加わった。2013年5月15日、ジョッコ・シムズが軍人のワーナー役にキャスティングされた。

### 撮影
撮影は2013年4月にブリティッシュコロンビア州キャンベルリバーの街周辺で始まった。バンクーバー島のロケ地は映画に登場する森林や風景との類似性のために選ばれた。2013年5月にはニューオーリンズでの撮影が始まり、7月にはシックス・フラッグス・ニューオーリンズなどで行われた。

### 備考
劇中で流れる曲はザ・バンドの代表曲「ザ・ウェイト」。

## 公開
2014年6月28日、第36回モスクワ国際映画祭でクロージング作品としてプレミア上映が行われた。

### 批評家の反応
2014年7月6日時点でのRotten Tomatoesでは、17件のレビューで支持率は94%となっている。Metacriticでは、7件のレビューで加重平均値は90/100となっている。
映画監督のジェームズ・ガンは、2014年のお気に入りの映画12本に本作を挙げている。
ボノボの研究をしている性科学者のスーザン・ブロックは、コバの殺害行為について「ボノボを中傷している！」と批判している。（ボノボは平和的な性格で知られている。むしろ、チンパンジーの方が攻撃的な性格である。）

## 受賞歴
| 映画賞             | 賞         | 対象               | 結果       |
| ------------------ | ---------- | ------------------ | ---------- |
| 第19回サテライト賞 | 視覚効果賞 |                    | 受賞       |
| 第19回サテライト賞 | 編集賞     |                    | 受賞       |
| 第19回サテライト賞 | 助演男優賞 | アンディ・サーキス | ノミネート |
| 第86回アカデミー賞 | 視覚効果賞 |                    | ノミネート |

## 続編
2014年1月7日、スタジオはリーヴスが3作目の監督を引き続いて担当し、ボンバックと共同で脚本を執筆し、2016年7月29日に公開予定であることを発表した。（2017年7月14日へ延期）次作でシリーズは完結することも発表。リーヴスは1968年公開の『猿の惑星』の世界観につながる形の作品となると答えている。